# Campeonato Português da 1.ª Divisão de Polo Aquático Feminino de 2016–2017
O 'Campeonato Português da 1a Divisão de Polo Aquático Feminino (English: Water Polo) de 2016/2017 foi a 29ª edição desde ressurgimento  em 1987-1988, competição organizada pela Federação Portuguesa de Natação,  É disputada por 7 equipas, a duas voltas. O Clube Fluvial Portuense conquistou o seu 11º Título.

## Play-off Final
3º jogo play-off final: Se necessário.
2º jogo play-off final: 10/06/2017 SL Benfica - CF Portuense, 5-9 (0-0; 0-0; 0-0; 0-0) Local: Piscina Municipal da Guarda
1º jogo play-off final: 04/06/2017 CF Portuense - SL Benfica, 7-6 (3-2; 2-1; 1-3; 1-0) Local: Piscina Municipal da Guarda
O Clube Fluvial Portuense sagrou-se Campeão nacional 2 – 0 (7-6, 9-5) contra o SL Benfica

## Meia Final
2º jogo 24/05/2017 ADDCEG Gondomar - CF Portuense, 5-14 (2-2; 1-3; 2-4; 0-5)
2º jogo 24/05/2017 AACL Amarantus - SL Benfica, 10-19 (3-5; 1-7; 1-4; 5-3)
1º jogo 20/05/2017 CF Portuense - ADDCEG Gondomar, 13-2 (3-2; 4-0; 3-0; 3-0)
1º jogo 01/06/2017 SL Benfica - AACL Amarantus, 23-5 (0-0; 0-0; 0-0; 0-0)
Todos os Jogos na Piscina Municipal da Guarda
O 1º jogo do SL Benfica - AACL Amarantus, estava marcado para 20/05/2017 (A FPN puniu por falta de comparência do AACL Amarantus com uma derrota por 30-0) Mas a equipa do Amarantus tinha falhado a deslocação à Reboleira tendo o Conselho de Disciplina dada a falta como justificada uma vez que as atletas amarantinas tiveram um acidente na viagem que as impediu de chegar ao jogo à hora marcada. Sendo assim o jogo entre SL Benfica - AACL Amarantus, realizou-se posteriormente em 01/06/2017.

## Quartos de Final
2º jogo 22/04/2017 Lousada Século XXI - SL Benfica, 5-15 (2-2; 1-3; 1-3; 1-7)
2º jogo 22/04/2017 ADDCEG Gondomar - CF Portuense "B", 12-5 (4-1; 4-1; 2-1; 2-2)
2º jogo 23/04/2017 Sport Algés e Dafundo - AACL Amarantus, 13-11 (3-4; 3-1; 4-2; 3-4)
1º jogo 08/04/2017 SL Benfica - Lousada Século XXI, 16-6 (4-2; 2-1; 6-2; 4-1)
1º jogo 08/04/2017 CF Portuense "B" - ADDCEG Gondomar, 6-7 (2-1; 1-2; 2-3; 1-1)
1º jogo 09/04/2017 AACL Amarantus - Sport Algés e Dafundo, 10-7 (3-2; 1-0; 3-2; 3-3)
Clube Fluvial Portuense (Isento)

## CN da 1ª Divisão Feminino de Polo Aquatico
| Pos | Equipa                | J  | V  | E | D  | GM  | GS  | Diff | Pts |
| --- | --------------------- | -- | -- | - | -- | --- | --- | ---- | --- |
| 1   | CF Portuense          | 12 | 12 | 0 | 0  | 202 | 60  | +142 | 36  |
| 2   | SL Benfica            | 12 | 10 | 0 | 2  | 162 | 66  | +96  | 30  |
| 3   | Sport Algés e Dafundo | 12 | 7  | 1 | 4  | 112 | 143 | -31  | 22  |
| 4   | ADDCEG                | 12 | 5  | 1 | 6  | 85  | 84  | +1   | 16  |
| 5   | CF Portuense "B"      | 12 | 3  | 0 | 9  | 74  | 127 | -53  | 9   |
| 6   | Amarantus             | 12 | 3  | 0 | 9  | 96  | 159 | -63  | 9   |
| 7   | Lousada Século XXI    | 12 | 1  | 0 | 11 | 68  | 160 | -92  | 3   |

## Calendário
|                       | CFP  | SLB  | SAD   | GON  | CFP B | AMA   | LSXXI |
| CF Portuense          |      | 10-6 | 22-3  | 14-2 | 16-3  | 17-8  | 18-6  |
| SL Benfica            | 5-13 |      | 20-5  | 9-4  | 13-5  | 14-4  | 23-0  |
| Sport Algés e Dafundo | 7-23 | 6-13 |       | 7-7  | 9-8   | 15-10 | 15-7  |
| ADDCEG                | 6-8  | 5-11 | 6-7   |      | 11-3  | 9-5   | 9-5   |
| CF Portuense "B"      | 6-15 | 2-12 | 7-10  | 9-6  |       | 12-9  | 2-6   |
| Amarantus             | 4-19 | 8-21 | 10-15 | 4-10 | 11-8  |       | 14-11 |
| Lousada Século XXI    | 2-27 | 4-15 | 10-13 | 2-10 | 7-9   | 8-9   |       |